# 貝塚市

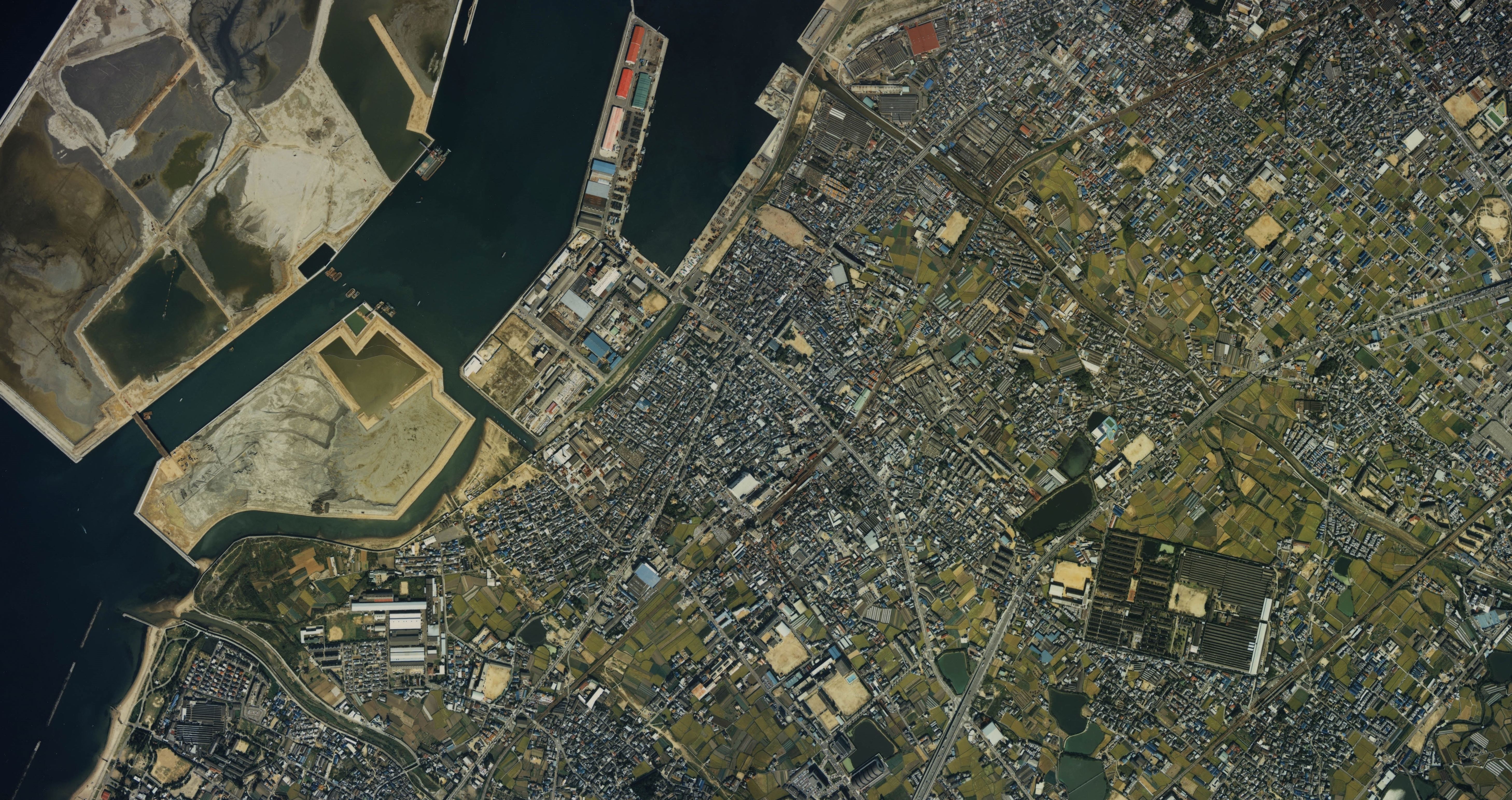
貝塚市中心部周辺の空中写真。1985年撮影の3枚を合成作成。。

貝塚市（かいづかし）は、大阪府の泉南地域に位置する市。
願泉寺の寺内町を中心に発展してきた。古代より櫛の生産が行われ、日本最古の櫛の産地ともいわれる。1960年代に「東洋の魔女」と称されたニチボー貝塚女子バレーボールチームの活躍で知名度を上げた。

## 地理
- 大阪府の南西部・泉南地域に位置する。
- 北に津田川、中央に近木川、南に見出川がそれぞれ西流する。見出川は泉佐野市との市境になっている。
- 南北に南海電気鉄道南海本線とJR阪和線が、東西に水間鉄道が通っている。

### 隣接する自治体
- 大阪府
  - 岸和田市
  - 泉佐野市
  - 泉南郡熊取町
- 和歌山県
  - 紀の川市 - 貝塚市と紀の川市を直接結ぶ唯一の道路として、貝塚蕎原簡易郵便局[3]前とハイランドパーク粉河[4]前を結ぶ林道が存在する。

### 人口
2020年（令和2年）10月1日実施の令和2年国勢調査の確定人口等によると、貝塚市の人口は84,443人（男：40,482人、女：43,961人）で、世帯数は33,284世帯であった。前回調査の2015年（平成27年）実施の国勢調査と比較すると、人口は88,694人から4,251人の減少、世帯数は33,355世帯から71世帯の減少となった。
| |                                        |  |
| 貝塚市と全国の年齢別人口分布（2005年） | 貝塚市の年齢・男女別人口分布（2005年） |  |
| ■紫色 ― 貝塚市 ■緑色 ― 日本全国 | ■青色 ― 男性 ■赤色 ― 女性              |  |
| 貝塚市（に相当する地域）の人口の推移 \| 1970年（昭和45年） \| 73,366人 \| \| \| 1975年（昭和50年） \| 79,506人 \| \| \| 1980年（昭和55年） \| 81,162人 \| \| \| 1985年（昭和60年） \| 79,591人 \| \| \| 1990年（平成2年） \| 79,234人 \| \| \| 1995年（平成7年） \| 84,653人 \| \| \| 2000年（平成12年） \| 88,523人 \| \| \| 2005年（平成17年） \| 90,314人 \| \| \| 2010年（平成22年） \| 90,492人 \| \| \| 2015年（平成27年） \| 88,694人 \| \| \| 2020年（令和2年） \| 84,443人 \| \| |                                        |  |
| 総務省統計局 国勢調査より |                                        |  |
| 1970年（昭和45年） | 73,366人                               |  |
| 1975年（昭和50年） | 79,506人                               |  |
| 1980年（昭和55年） | 81,162人                               |  |
| 1985年（昭和60年） | 79,591人                               |  |
| 1990年（平成2年） | 79,234人                               |  |
| 1995年（平成7年） | 84,653人                               |  |
| 2000年（平成12年） | 88,523人                               |  |
| 2005年（平成17年） | 90,314人                               |  |
| 2010年（平成22年） | 90,492人                               |  |
| 2015年（平成27年） | 88,694人                               |  |
| 2020年（令和2年） | 84,443人                               |  |

## 歴史
古代より日根郡澤村（現・貝塚市澤）を中心に木櫛（つげ櫛）の生産が盛んで、「和泉櫛」「近木櫛」の名で全国に知られた。現在もつげ櫛の生産量は日本一を誇り、市のマスコットキャラクター「つげさん」のモチーフになっている。
願泉寺の場所には、元は行基が開基したとされる庵寺があり、和泉国・紀伊国への布教途上にあった蓮如がこの庵寺に逗留している。近世初頭に多くの寺内町がその特権を失う中で、貝塚は近代初頭まで諸役免許の特権を有する寺内町として残った。
1943年（昭和18年）5月1日付で、大阪府下で10番目に市制を施行し貝塚市が発足した。その後は平成の大合併に伴い、一時期は隣接する岸和田市との合併を模索した時期もあったが、合併協議会すら設立されずに立ち消えとなった。
ただし岸和田市と共同で一部事務組合「岸和田市貝塚市清掃施設組合」を組織し、清掃工場「岸和田市貝塚市クリーンセンター」を共同運営するなど、各種行政サービス上での協力・提携関係はみられる。

### 地名の由来
「貝塚」という地名については、元は「海塚（かいづか。塚は点のある）」の文字が使われていたが、16世紀後半に一向宗の自治都市である寺内町がつくられた時には、「貝塚」(同) の字が使われていたことが、市に残る古文書からもうかがえる。寺内町を除く旧村は、現在は「海塚（うみづか）」と呼ばれている。
なお「貝塚」といえば一般的には「貝殻の塚」である貝塚として縄文時代の遺跡を指すことから、貝塚遺跡に関連して地名が付けられたとの説もあるが、貝塚市域では貝塚を伴う遺跡が発見されていないことからその関連性は証明できず、「貝塚」の地名の由来に関する確証ある説は定まっていない。

### 沿革

#### 中近世
- 1545年（天文14年）、根来寺から卜半斎了珍が庵寺の住持として招かれる。
- 1550年（天文19年）、証如から阿弥陀如来像を下付され、庵寺が再興される。
- 1555年（天文24年）、石山本願寺下の寺内町として取り立てられる。
- 1577年（天正5年）2月、織田信長による雑賀攻めにより全焼。貝塚寺内にいた雑賀衆は前日のうちに海路紀州へ撤退していた。
- 1580年（天正8年）、寺内町が復興。
- 1582年（天正10年）、豊臣秀吉から寺内諸役免許の朱印状を下付される。
- 1583年（天正11年） - 1585年（天正13年）
  - 近木川流域に城砦群を築いた根来・雑賀の紀州勢と、中村一氏率いる岸和田勢が対立、交戦（豊臣秀吉による紀州攻め）。
  - 顕如が鷺森本願寺から貝塚へ移り滞在。天満本願寺へ移るまでの間、貝塚本願寺となる。
- 1607年（慶長12年）、准如から願泉寺の寺号を下付される。
- 1610年（慶長15年）、徳川家康から寺内諸役免許の黒印状を下付される。卜半家二代了閑によって五ヶ町に再編され、岸和田城下と並ぶ泉南の代表的都市となる。
- 1613年（慶長18年）、徳川家康の指示により3間幅の周濠がめぐらされる。
- 1636年（寛永13年）、寛永寺から金凉山真教院の山院号を下付される。
- 1865年（慶応元年）、大坂町奉行支配となる。
- 1871年（明治4年）、上知令により、貝塚寺内の地子を堺県へ収納、卜半家領は願泉寺境内のみとなる。
- 1881年（明治14年）2月7日、堺県が大阪府へ編入される。

#### 明治以降

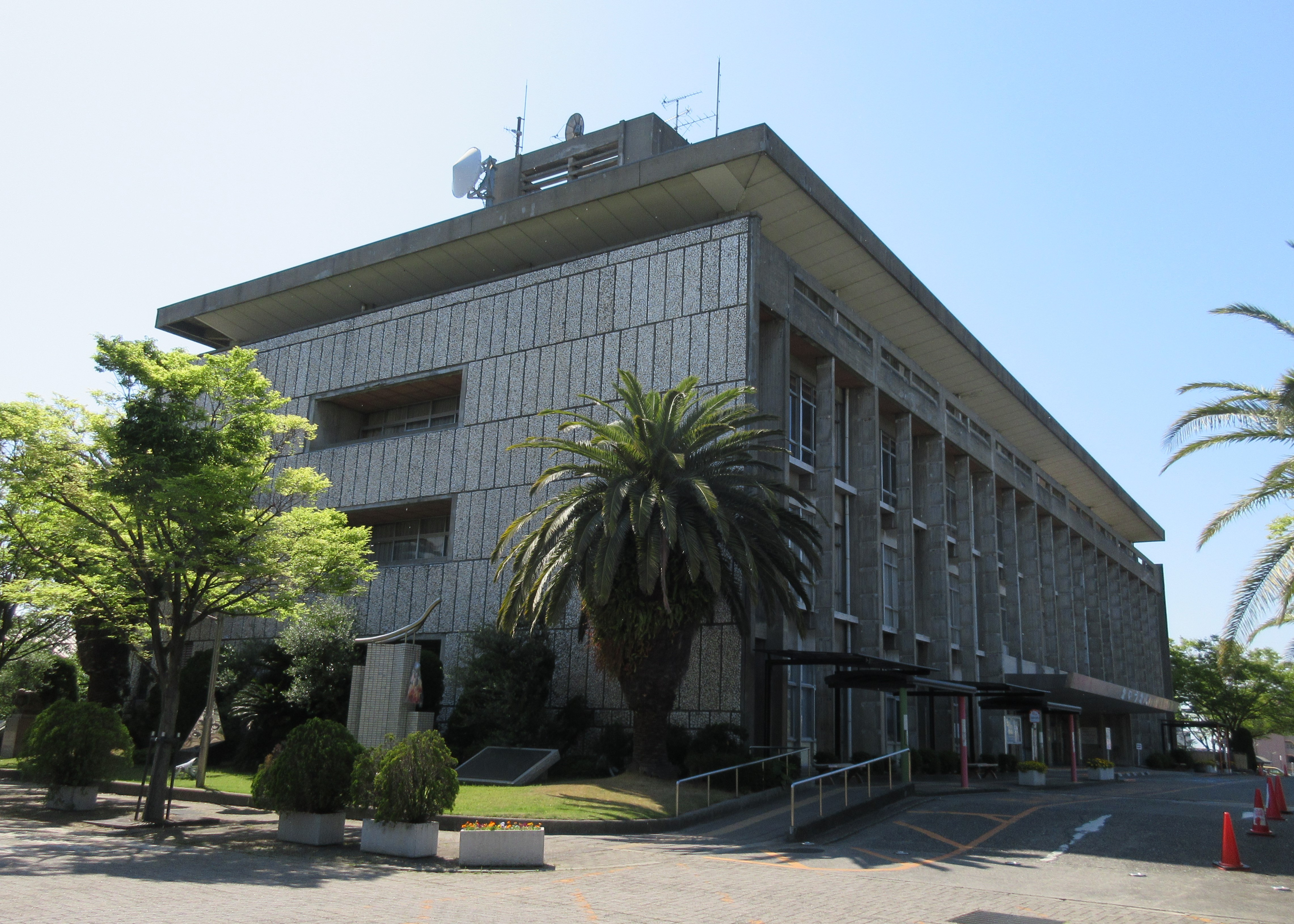
旧貝塚市役所本庁舎（2019年5月撮影）

- 1889年（明治22年）4月1日、町村制施行により、南郡貝塚中之町、貝塚近木之町、貝塚南之町、貝塚西之町、貝塚北之町が合併して、南郡貝塚町が発足。大字貝塚西に町役場を設置。
- 1896年（明治29年）4月1日、郡の統廃合により、所属郡が泉南郡となる。
- 1926年（大正15年）、大字の「貝塚」の冠称を廃止。
- 1931年（昭和6年）4月1日、泉南郡麻生郷村、島村、北近義村、南近義村と新設合併し、改めて貝塚町となる。
- 1934年（昭和9年）、町役場を海塚へ移転。
- 1935年（昭和10年）4月15日、泉南郡木島村を編入。
- 1939年（昭和14年）4月1日、泉南郡西葛城村を編入。
- 1943年（昭和18年）5月1日、大阪府下で10番目に市制を施行。貝塚市となる。
- 1965年（昭和40年）、市役所を畠中へ移転。
- 2022年（令和4年）5月6日、市役所新庁舎業務開始[9]。

## 行政

### 市長
- 出典：貝塚市公式ウェブサイト「市長の部屋 - 歴代市長」

| 代    | 氏名         | 就任                      | 退任                      | 備考                                         |
| ----- | ------------ | ------------------------- | ------------------------- | -------------------------------------------- |
| 1     | 佐々木仙太郎 | 1943年（昭和18年）5月1日  | 1946年（昭和21年）1月29日 |                                              |
| 2-5   | 北野彌一郎   | 1946年（昭和21年）3月12日 | 1958年（昭和33年）3月1日  |                                              |
| 6-8   | 岡本義雄     | 1958年（昭和33年）4月13日 | 1970年（昭和45年）1月15日 |                                              |
| 9-18  | 吉道勇       | 1970年（昭和45年）2月11日 | 2010年（平成22年）2月10日 | 1970年の初当選以来、10期40年を務め上げ勇退。 |
| 19-21 | 藤原龍男     | 2010年（平成22年）2月11日 | 2022年（令和4年）2月10日  |                                              |
| 22    | 酒井了       | 2022年（令和4年）2月11日  | 現職                      | 1期目                                        |

### 市章・標語
- 市章は、貝塚市の「貝」の字を象徴文字にして中央に配し、大阪湾の波頭5つで囲み、さらに外側を当地にあった名松「姫松」の松葉で結んだ星形（五芒星）で囲んでいる。1931年の新生「貝塚町」発足時、旧郡界（南郡と日根郡）を跨ぐ合併となったため、5町村の固い契りを願ってこのデザインを採用した。
- 市の標語は「『魅力かがやき　未来へつなぐまち　貝塚」である。

### 市民サービスコーナー
- 浜手地区市民サービスコーナー - 二色2-7-2（浜手地区公民館内）
- 山手地区市民サービスコーナー - 東山7-10-1（山手地区公民館内）

## 立法

### 貝塚市議会
2022年5月19日現在。
- 定数：18名（欠員1名）
- 任期：2019年(令和元年）5月1日 - 2023年（令和5年）4月30日
- 議長：藪内留治（無所属、5期）
- 副議長：南野敬介（無所属、4期）

| 会派名         | 議席数 | 議員名（◎は代表）                       |
| -------------- | ------ | --------------------------------------- |
| 公明党議員団   | 4      | ◎谷口美保子、前園隆博、中山敏数、北尾修 |
| 新政クラブ     | 2      | ◎阪口芳弘、真利一朗                     |
| 市民ネット貝塚 | 3      | ◎川岸貞利、阪口勇、平岩征樹             |
| 自由市民       | 2      | ◎飯野雅由、田畑庄司                     |
| 大阪維新の会   | 2      | ◎中川剛、樽谷庄道                       |
| 無会派(無所属) | 2      | 出原秀昭、明石輝久                      |

### 大阪府議会（貝塚市選挙区）
2024年1月1日現在
- 定数：1名
- 任期：2023年（令和5年）4月29日〜2027年（令和9年）4月8日

| 氏名     | 会派名                       | 当選回数 |
| -------- | ---------------------------- | -------- |
| 牛尾治朗 | 大阪維新の会大阪府議会議員団 | 1        |

### 衆議院
- 任期：2025年（令和7年）10月30日

| 選挙区                                                   | 議員名   | 党派名       | 当選回数 | 備考     |
| -------------------------------------------------------- | -------- | ------------ | -------- | -------- |
| 大阪府第19区（貝塚市、泉佐野市、泉南市、阪南市、泉南郡） | 伊東信久 | 日本維新の会 | 3        | 選挙区   |
| 大阪府第19区（貝塚市、泉佐野市、泉南市、阪南市、泉南郡） | 谷川とむ | 自由民主党   | 3        | 比例復活 |

## 経済
産業活性化への取り組みとして、市では関西国際空港に近いというメリットを活かし、近木川河口右岸の二色の浜パークタウンのさらに沖合を埋立造成して工業団地「二色の浜産業団地」を建設し、企業誘致に積極的に取り組み、三洋電機（現：パナソニック）や明治乳業株式会社の工場誘致に成功した。

### 主な産業
- 製造業：紡績、鋼線鋼索（ワイヤーロープなど）
- 伝統工芸品：和泉櫛（近木櫛） - つげ櫛。大阪府知事指定伝統工芸品[6]。
- 野菜：水なす、玉ねぎ
- 和菓子（土産菓子）
  - 村雨 - 株式会社塩五が製造[13]。
  - たこぼうずもなか - 有限会社林宝泉堂が製造。かつて岸和田城を守った大蛸伝説に由来するたこ型の最中[14]。貝塚市のふるさと納税返礼品にもなっている[15]。

### 貝塚市に拠点を置く主な企業
- 水間鉄道株式会社 本社 - 貝塚市近木町2-2
- 別寅かまぼこ株式会社 本社工場 - 貝塚市二色南町1-1、1897年（明治30年）創業[16]
- ユニチカガーメンテック株式会社[17] - 貝塚市津田南町28-55
- テラボウ[18] - 貝塚市津田南町28-55
- パナソニック エナジー株式会社 二色の浜工場 - 貝塚市二色南町15-2[19]（旧：三洋電機二色の浜工場）
  - パナソニック エナジー貝塚株式会社 本社・工場 - 貝塚市麻生中174[19]
- 株式会社明治 関西工場 - 貝塚市二色南町16[20]
- 丸大食品株式会社 関西統括営業部 貝塚営業所 - 貝塚市脇浜4-2-16[21]
- 宮崎機械システム株式会社[22] - 貝塚市新井1番地
- 大豊運輸倉庫株式会社[23] - 貝塚市二色北町1番3号

ユニチカ貝塚工場跡
- 貝塚市半田150に所在した。操業期間は1935年（昭和10年）1月 - 1997年（平成9年）3月。「東洋の魔女」と称されたニチボー貝塚女子バレーボールチーム（のちのユニチカ・フェニックス。後身は東レアローズ）を輩出したことで知られた。
- 跡地は商業施設、戸建分譲住宅地、貝塚市歴史展示館および市民庭園、認定こども園、日本生命体育館（日本生命女子卓球部練習場）、日本生命グラウンド（日本生命野球部練習場）などに充てられている。
- 商業施設のうち、2002年（平成14年）4月から自社で運営していたユニチカオークタウン貝塚は2018年（平成30年）4月に閉店した。
- 旧工場事務所と中庭は貝塚市へ寄贈され、2005年（平成17年）10月1日から貝塚市歴史展示館および市民庭園として公開されている[2]。
- 貝塚市歴史展示館には2004年（平成16年）に取り壊された旧体育館[24]の床の一部や優勝カップ等が展示されている。
- 1990年（平成2年）に建てられた新体育館（ユニチカ体育館）は2003年（平成15年）から2013年（平成25年）までJVA貝塚ナショナルトレーニングセンターとして運用されていたが、2016年（平成28年）から日本生命体育館となった[24]。

かつて存在した事業所
- シャープエンジニアリング株式会社 南大阪サービスステーション - 貝塚市澤1215。現：シャープマーケティングジャパン株式会社。2017年10月1日付で吸収合併され会社消滅[25][26]

### 金融機関
- 三井住友銀行 - 貝塚支店
- 池田泉州銀行 - 貝塚支店、東貝塚支店
- りそな銀行 - 貝塚支店
- 紀陽銀行 - 東貝塚支店、水間支店
- 大阪信用金庫 - 貝塚支店、南貝塚支店
- 大阪泉州農業協同組合 - 貝塚北支店、貝塚南支店、JA大阪泉州店外ATMコーナー、南近義ATMコーナー

### 日本郵政グループ

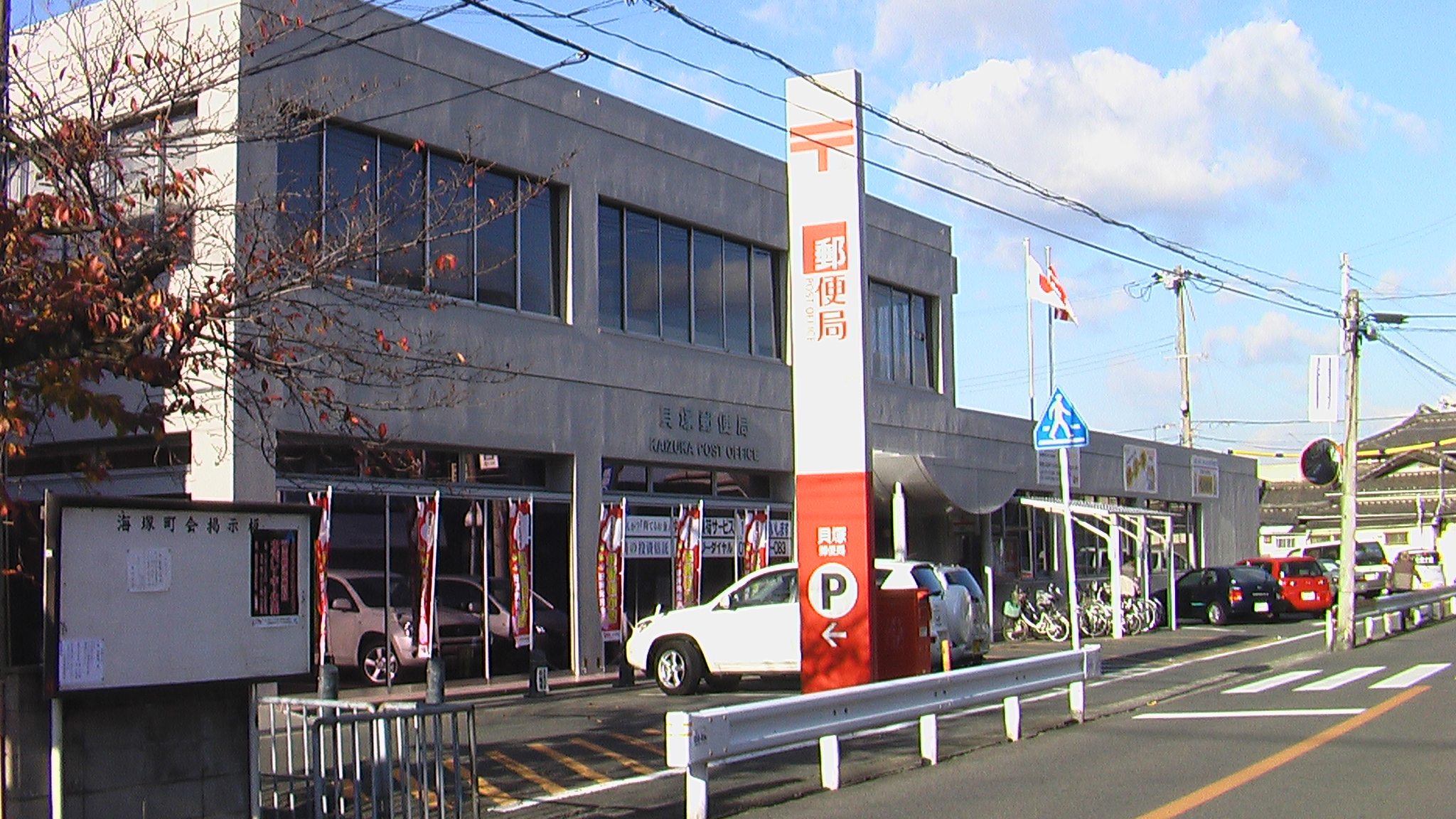
貝塚郵便局

貝塚市内の郵便番号は「597-00xx」「597-01xx」（いずれも貝塚郵便局の集配担当）となっている。ただし、三ツ松2576番地（590-0461）は熊取郵便局（泉南郡熊取町紺屋）の集配担当となっている。
- 日本郵便株式会社

2012年12月現在。
貝塚蕎原簡易郵便局を除く各郵便局にゆうちょ銀行のATMが設置されており、貝塚・貝塚半田の各郵便局ではホリデーサービスを実施。
- 貝塚郵便局（海塚（うみづか）） - 集配局。
- 貝塚南町郵便局（南町）
- 貝塚半田郵便局（半田）
- 貝塚加神（かしん）郵便局（加神）
- 貝塚二色パークタウン郵便局（二色）
- 貝塚麻生中（あそなか）郵便局（麻生中）
- 貝塚久保郵便局（久保）
- 堀 郵便局（堀）

- 貝塚三ツ松郵便局（三ツ松）
- 貝塚沢郵便局（澤）
- 貝塚小瀬（こせ）郵便局（小瀬）
- 貝塚森郵便局（森）
- 貝塚橋本郵便局（堤）
- 水間郵便局（水間） - 元集配局。
- 貝塚蕎原（そぶら）簡易郵便局（蕎原）

## 対外関係

### 姉妹都市･提携都市
- カルバーシティ市（アメリカ合衆国カリフォルニア州）- 1965年締結。
- セント・ヘリア（イギリス連合王国ジャージー王室属領）

## 公共施設

### 市の施設

#### 図書館・文化施設等

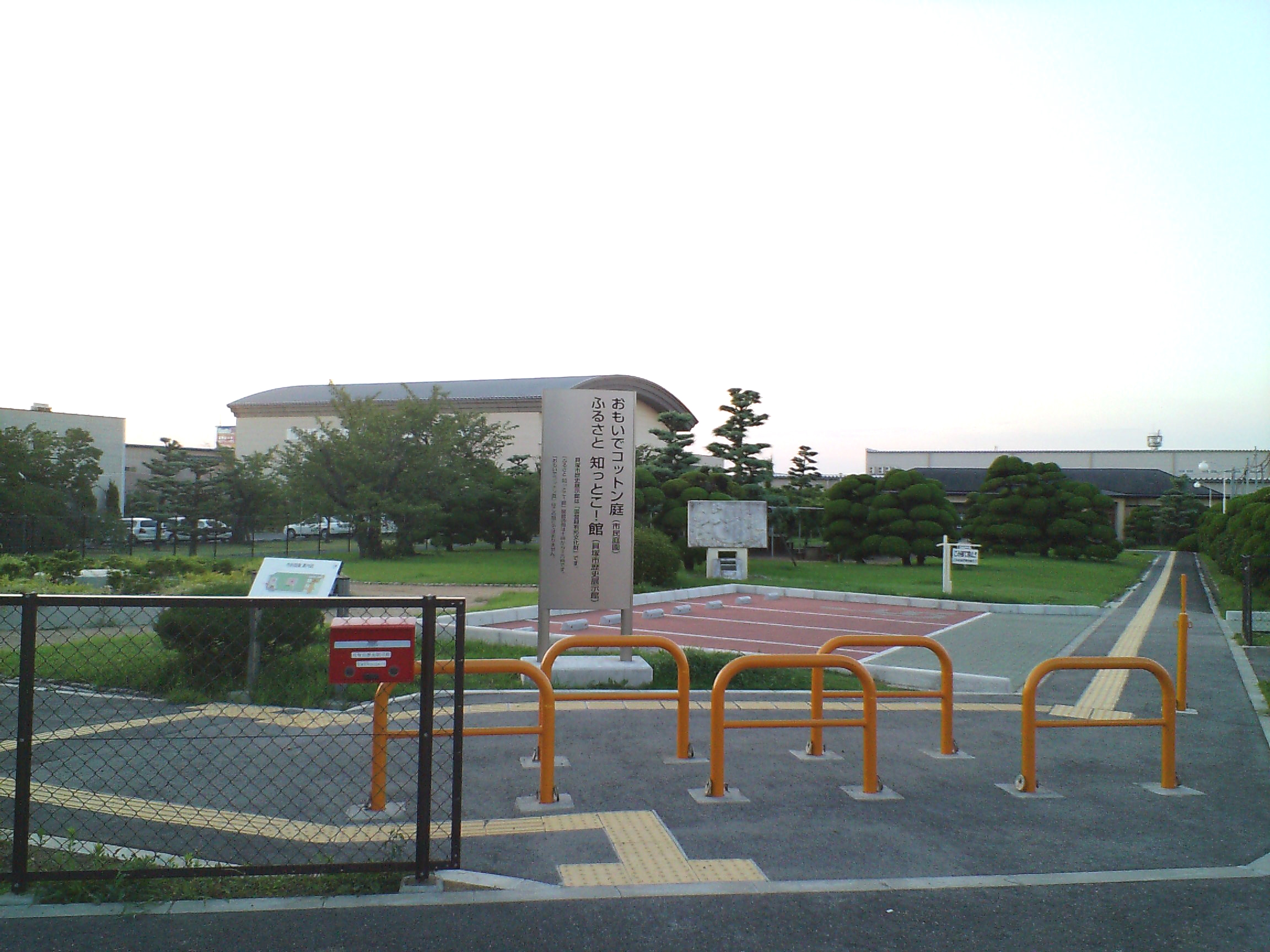
貝塚市歴史展示館
貝塚市半田138-1

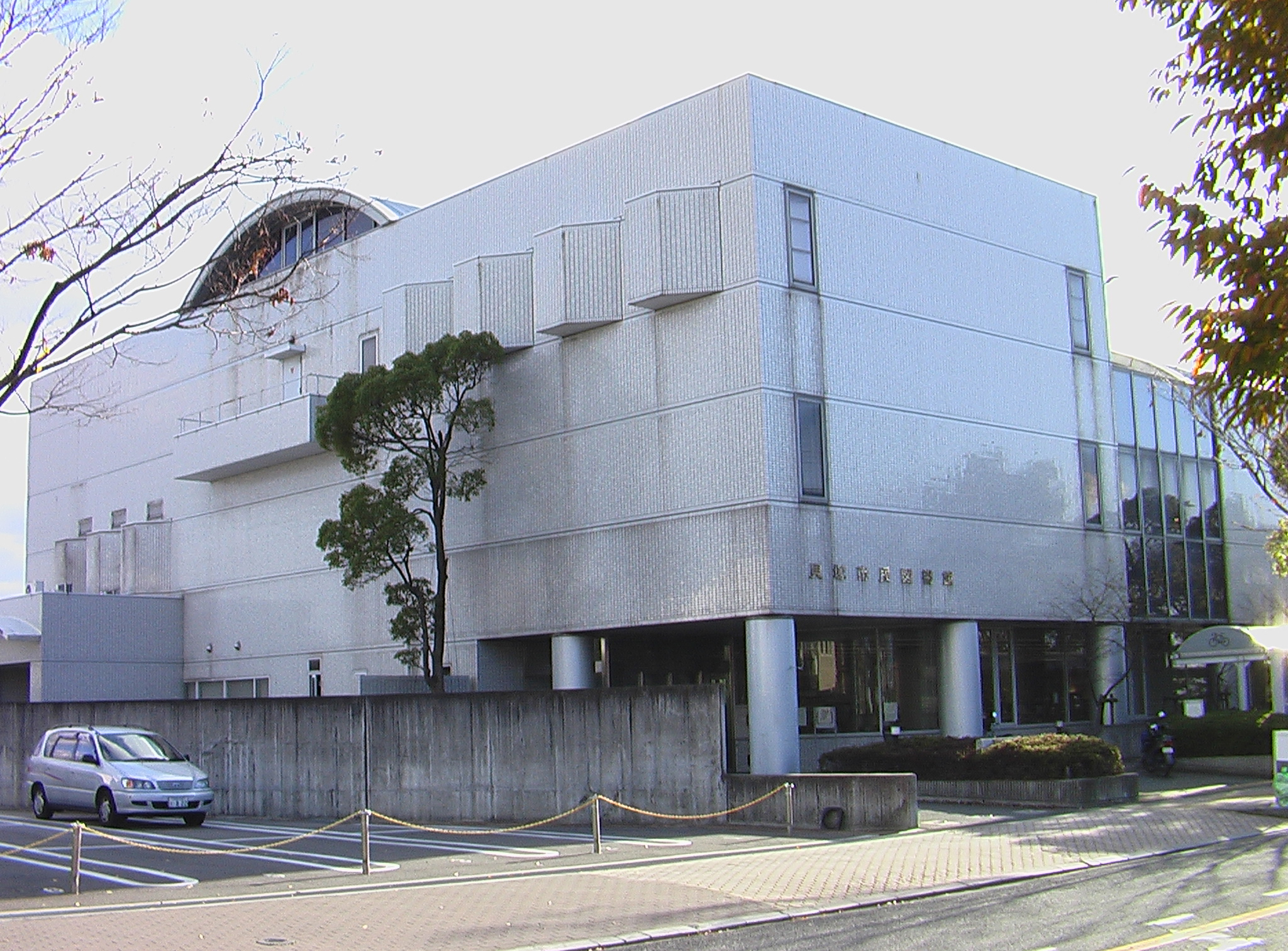
貝塚市民図書館
貝塚市畠中1-12-1

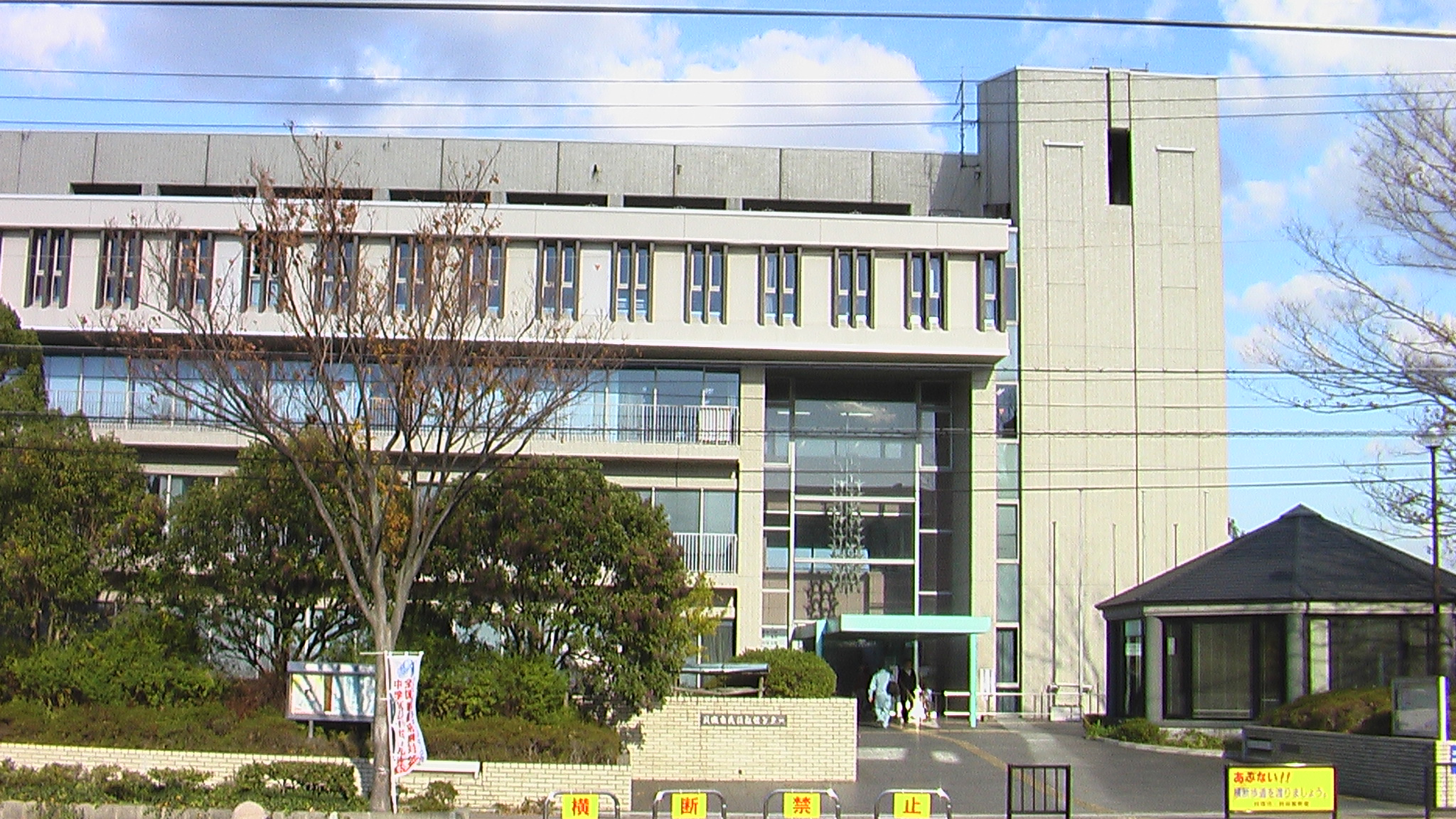
市民福祉センター
貝塚市畠中1-10-1

- コスモスシアター（貝塚市民文化会館）[27] - 畠中1-18-1（財団法人貝塚市文化振興事業団が運営）
  - 中央公民館 - 畠中1-18-1（コスモスシアター2階）
- 浜手地区公民館 - 二色2-7-2
- 山手地区公民館 - 東山7-10-1
- 貝塚市民図書館[28] - 畠中1-12-1
- 総合体育館 - 畠中1-13-1
- 市民福祉センター - 畠中1-10-1
- 貝塚商工会議所 - 二色南町4-7
- 貝塚市歴史展示館[29]（愛称「ふるさと 知っとこ!館」） - 半田138-1
  - 旧ユニチカ貝塚工場事務所。ニチボー貝塚女子バレーボールチームの優勝トロフィーをはじめとする資料および旧体育館の床板の一部が展示されている。
- 善兵衛ランド（天文施設、岩橋善兵衛にちなむ） - 三ツ松216
- そぶら貝塚ほの字の里[30] - 蕎原2114
  - 天然温泉　森の浴場「ゆの館」
  - ほの字の館（宿泊）
  - レストラン「彩」
  - ガーデンテラス（朝食は朝がゆが人気、昼・夕食はバーベキュー）
  - げんきの館（スポーツ施設）
  - 木工室
  - 炭焼き小屋
  - そば打ち体験など
- 自然遊学館[31] - 二色3-26-1
- ハート交流館[32] - 福田91
- 市民の森公園
  - シェルシアター[33] - 二色3-26（市民の森内）
  - 関空交流館[34] - 貝塚市二色3-25-5（市民の森公園内）
- 貝塚市営第1プール - 第5プール

#### 防災
- 貝塚市消防署[35] - 鳥羽122番地1

#### 医療機関
- 市立貝塚病院 - 堀3-10-20
- 市立休日急患診療所 - 畠中1-18-8

### 府・国の施設

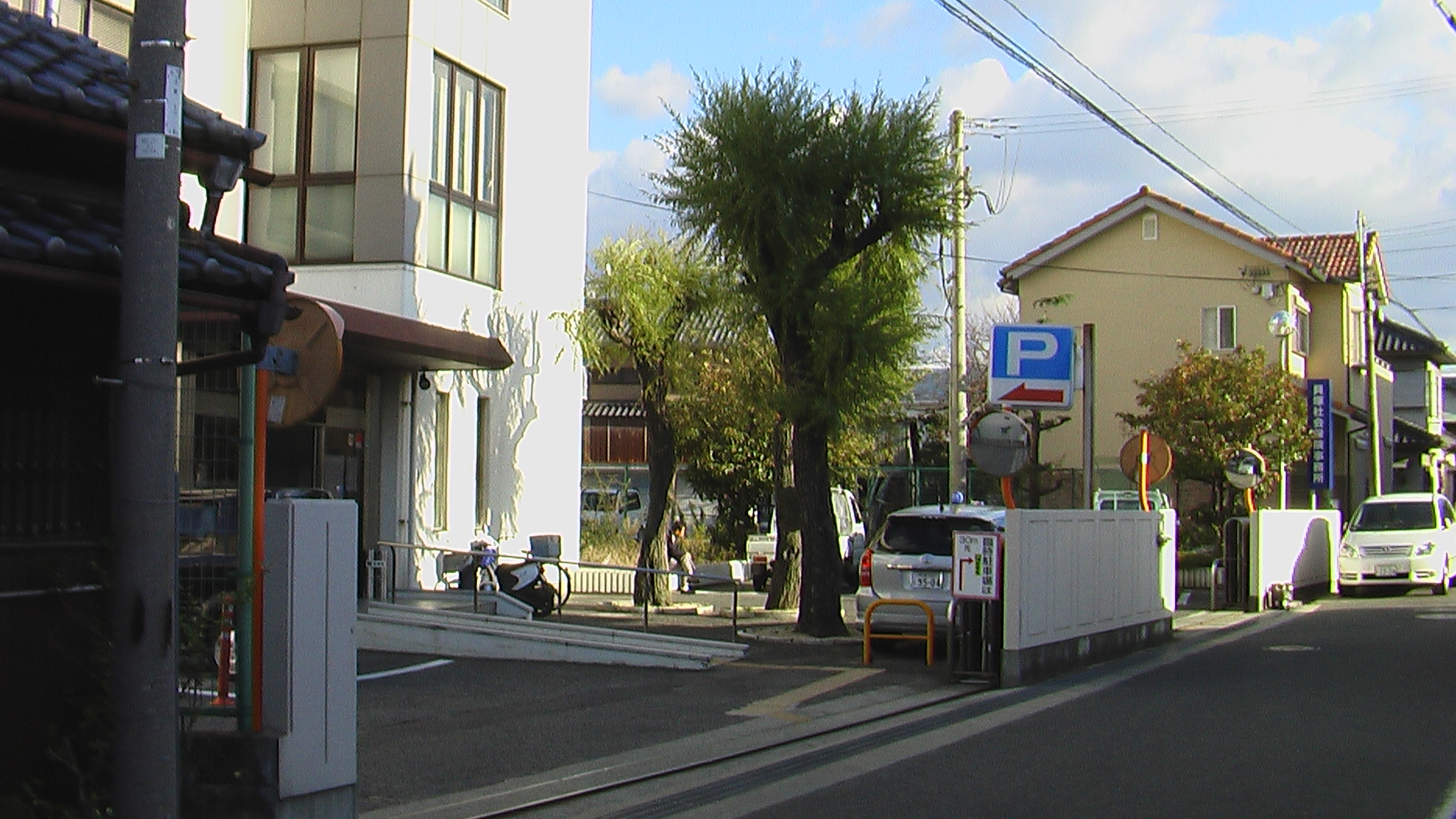
社会保険庁 貝塚社会保険事務所
貝塚市海塚305-1

- 二色の浜公園（二色の浜海水浴場） - 澤859-1
- 大阪府立少年自然の家[36] - 木積字秋山長尾3350
  - 大阪府内の公立小学校において、林間学校などでこの施設がよく利用される。
- 大阪府警察 貝塚警察署 - 海塚167
- 日本年金機構 貝塚年金事務所 - 海塚305-1

## 教育関係

### 大学
- 大阪河﨑リハビリテーション大学 - 水間158

### 高等学校

#### 公立
- 大阪府立貝塚高等学校 - 畠中1-1-1
- 大阪府立貝塚南高等学校 - 橋本620

#### 私立
- 秋桜高等学校（通信制高校）

### 中学校
- 貝塚市立第一中学校 - 加神1-5-1
- 貝塚市立第二中学校 - 福田100
- 貝塚市立第三中学校 - 三ツ松323
- 貝塚市立第四中学校 - 橋本1385
- 貝塚市立第五中学校 - 二色2-3-1

### 小学校
- 貝塚市立北小学校 - 北町441
- 貝塚市立東小学校 - 小瀬1-25-5
- 貝塚市立津田小学校 - 津田南町1-1
- 貝塚市立中央小学校 - 麻生中854
- 貝塚市立木島小学校 - 三ツ松1048
- 貝塚市立永寿小学校 - 三ツ松2020
- 貝塚市立葛城小学校 - 木積2032
- 貝塚市立二色小学校 - 二色1-3-1
- 貝塚市立西小学校 - 脇浜4-6-1
- 貝塚市立南小学校 - 地蔵堂286
- 貝塚市立東山小学校 - 東山5-11-1

## 交通

### 鉄道
中心となる駅:貝塚駅
- 南海電気鉄道 南海本線
  - 貝塚駅 - 二色浜駅
- 水間鉄道 水間線

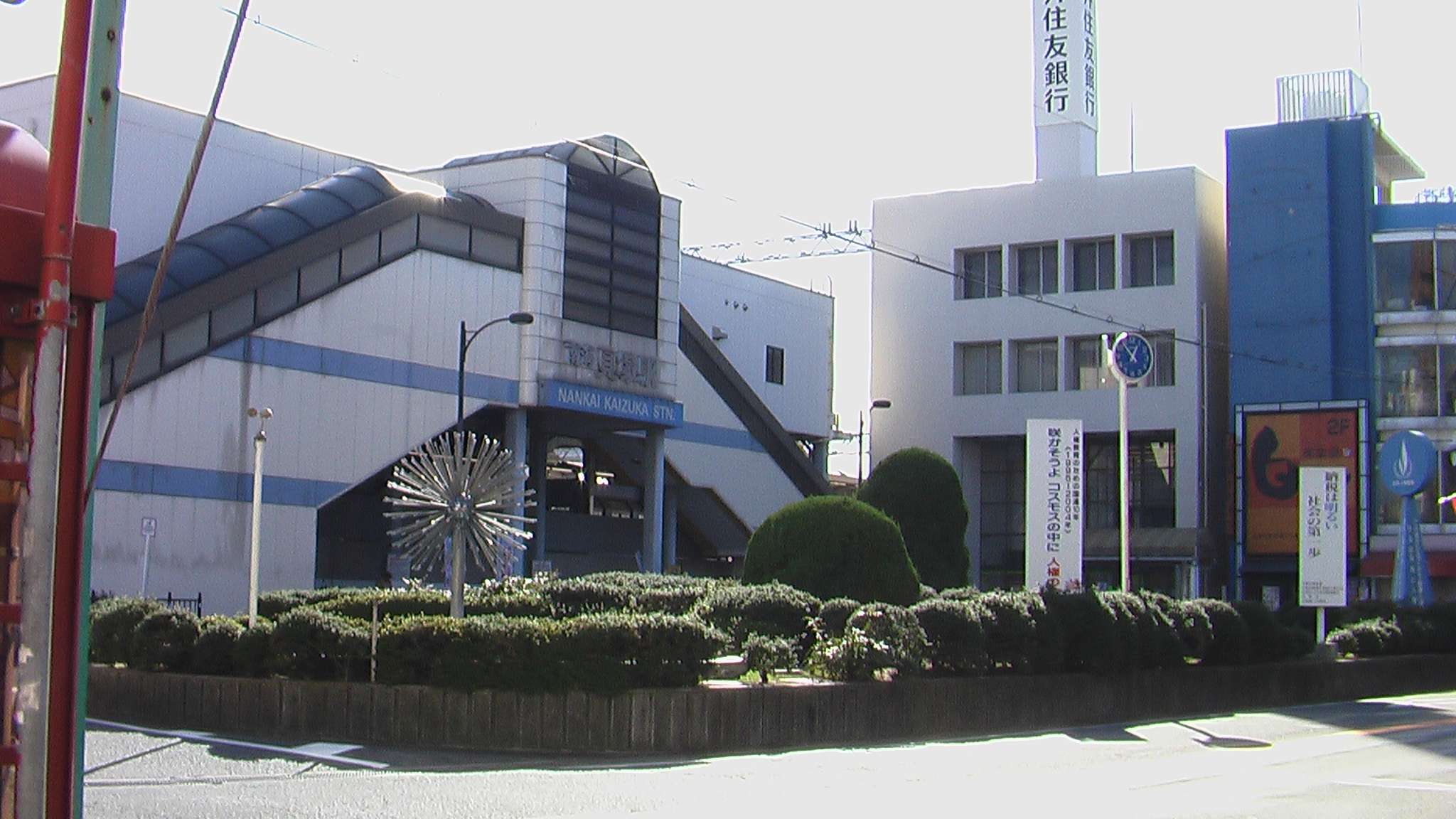
南海本線 貝塚駅
貝塚市海塚137

  - 貝塚駅 - 貝塚市役所前駅 - 近義の里駅 - 石才駅 - 清児駅 - 名越駅 - 森駅 - 三ツ松駅 - 三ヶ山口駅 - 水間観音駅（全線市内）
- 西日本旅客鉄道（JR西日本）阪和線
  - 東貝塚駅 - 和泉橋本駅

### バス

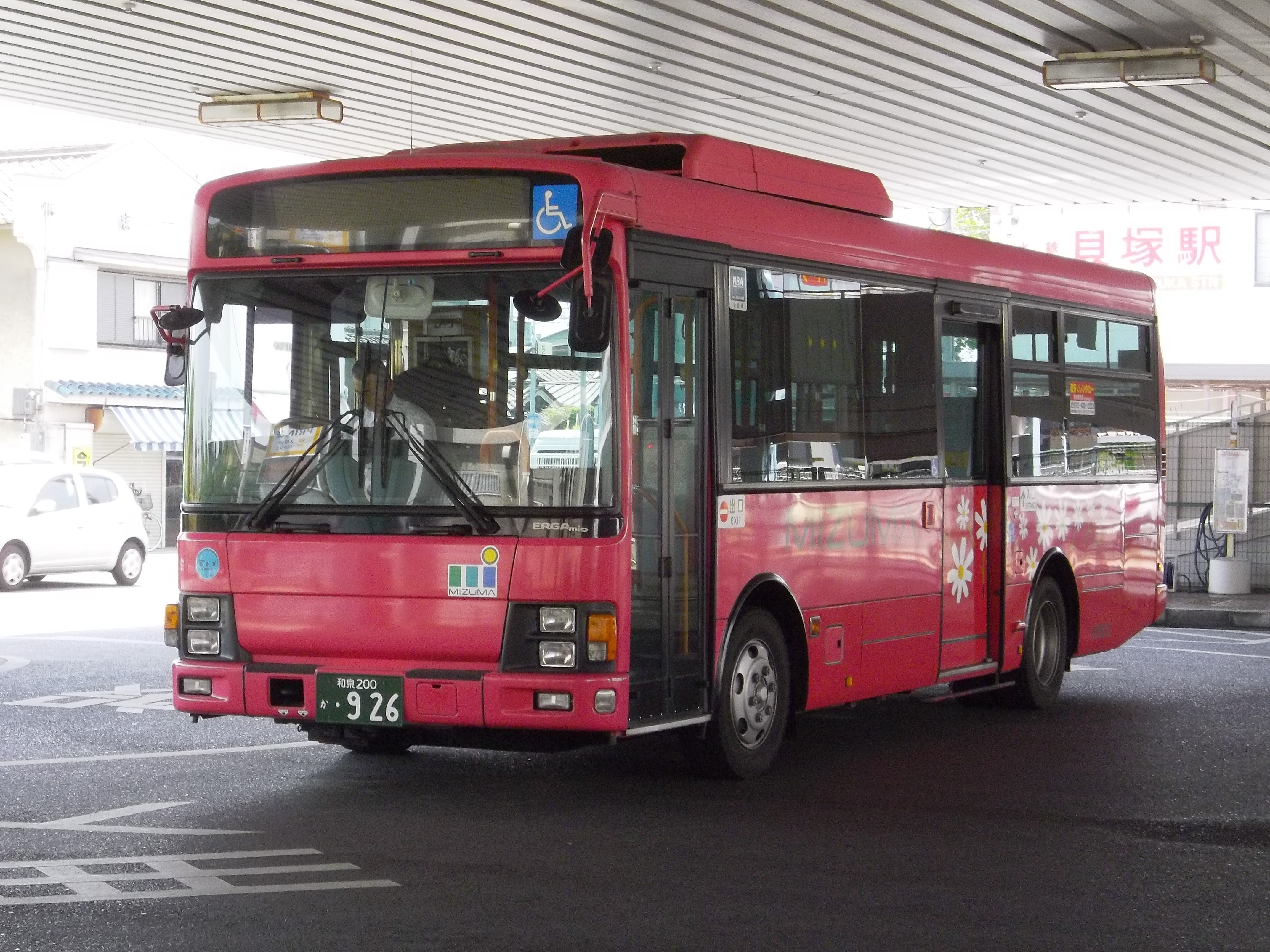
市内を走る水間鉄道（水鉄バス）
自社路線「コスモスライナー」

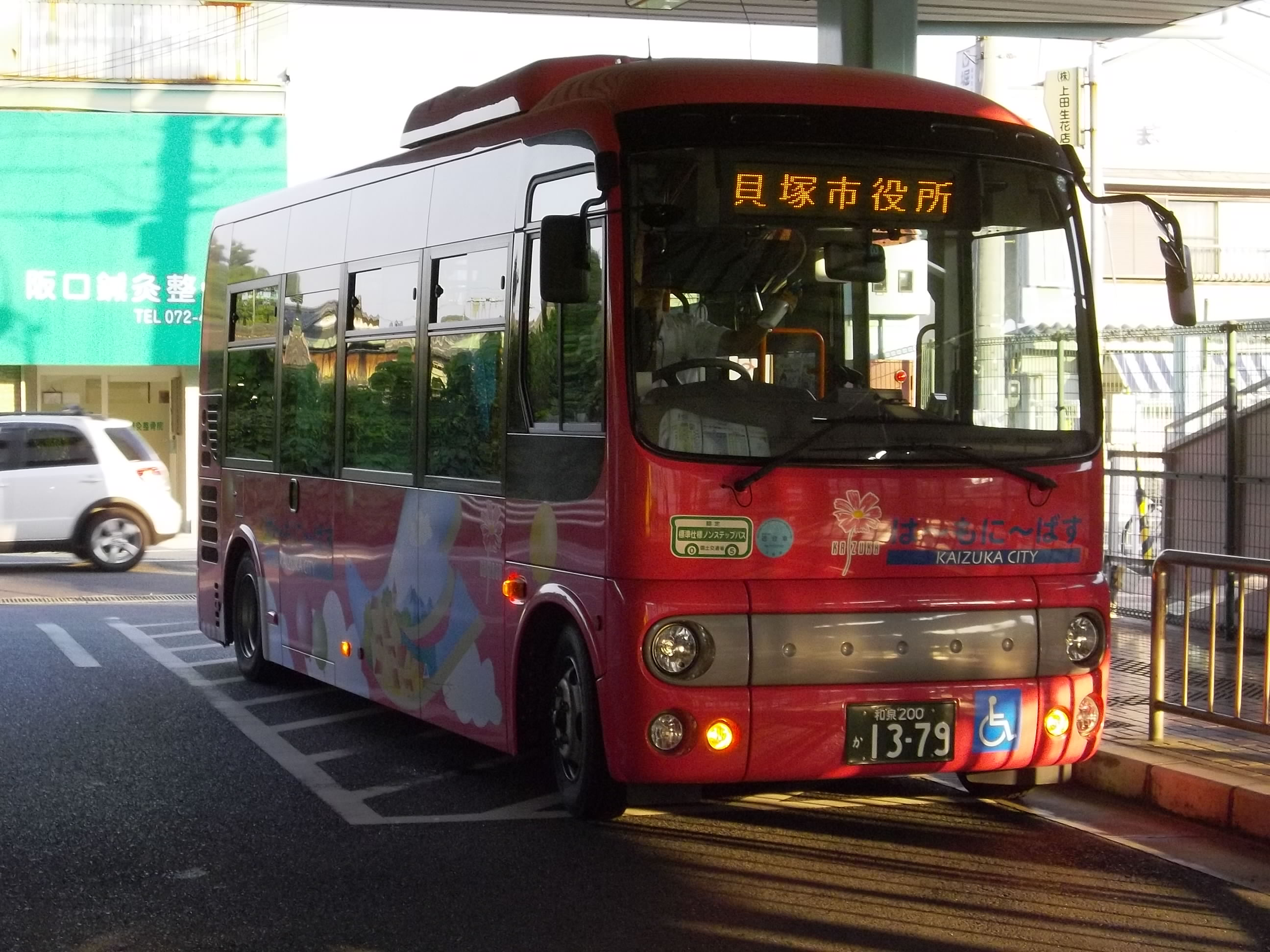
コミュニティバス「は〜もに〜ばす」
（水間鉄道へ運行委託）

- 水間鉄道（水鉄バス） - 自社路線として市北部の市民の森および人工島内と貝塚駅を結ぶ「コスモスライナー」を運行するほか、貝塚市からコミュニティバス「は〜もに〜ばす」も受託運行する。
- は〜もに〜ばす - 貝塚市が運行主体となるコミュニティバス。人工島内以外の貝塚市内各地を運行する。詳細は当該記事を参照。

なお、貝塚市外と市内にまたがって運行する一般路線バスや高速バス路線はない。

### 道路
- 高速道路
  - 阪神高速道路
    - 4号湾岸線：貝塚出入口

  - 阪和自動車道：貝塚インターチェンジ
- 一般国道
  - 国道26号
  - 国道170号
- 主要地方道
  - 大阪府道29号大阪臨海線
  - 大阪府道40号岸和田牛滝山貝塚線
  - 大阪府道20号枚方富田林泉佐野線
  - 大阪府道30号大阪和泉泉南線
  - 大阪府道64号和歌山貝塚線
- 一般府道
  - 大阪府道204号堺阪南線
  - 大阪府道239号水間和泉橋本停車場線

### 港湾
- 阪南港

## 名所・旧跡・観光スポット・祭事・催事

### 名所・旧跡・観光スポット

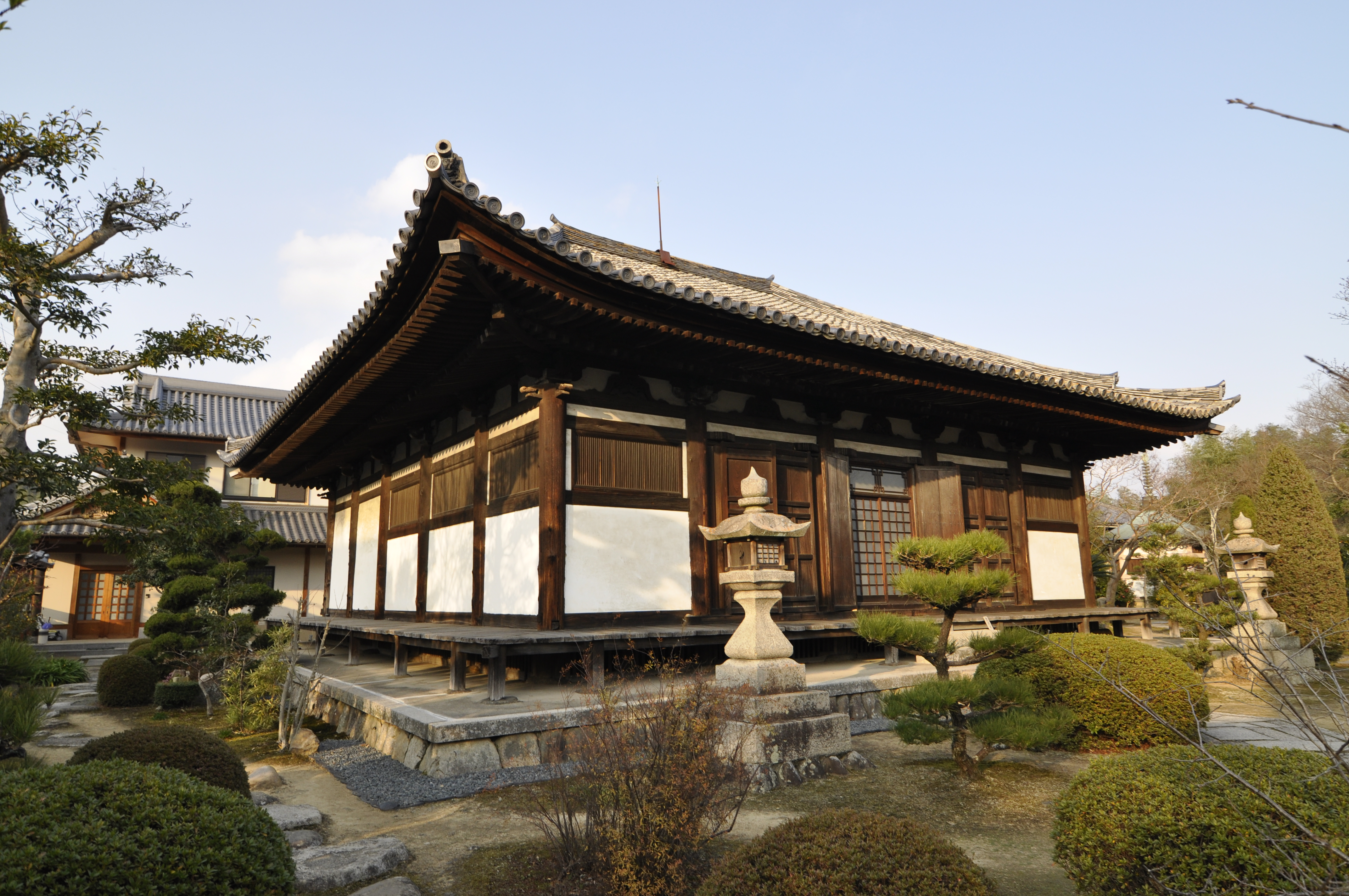
孝恩寺観音堂（国宝）

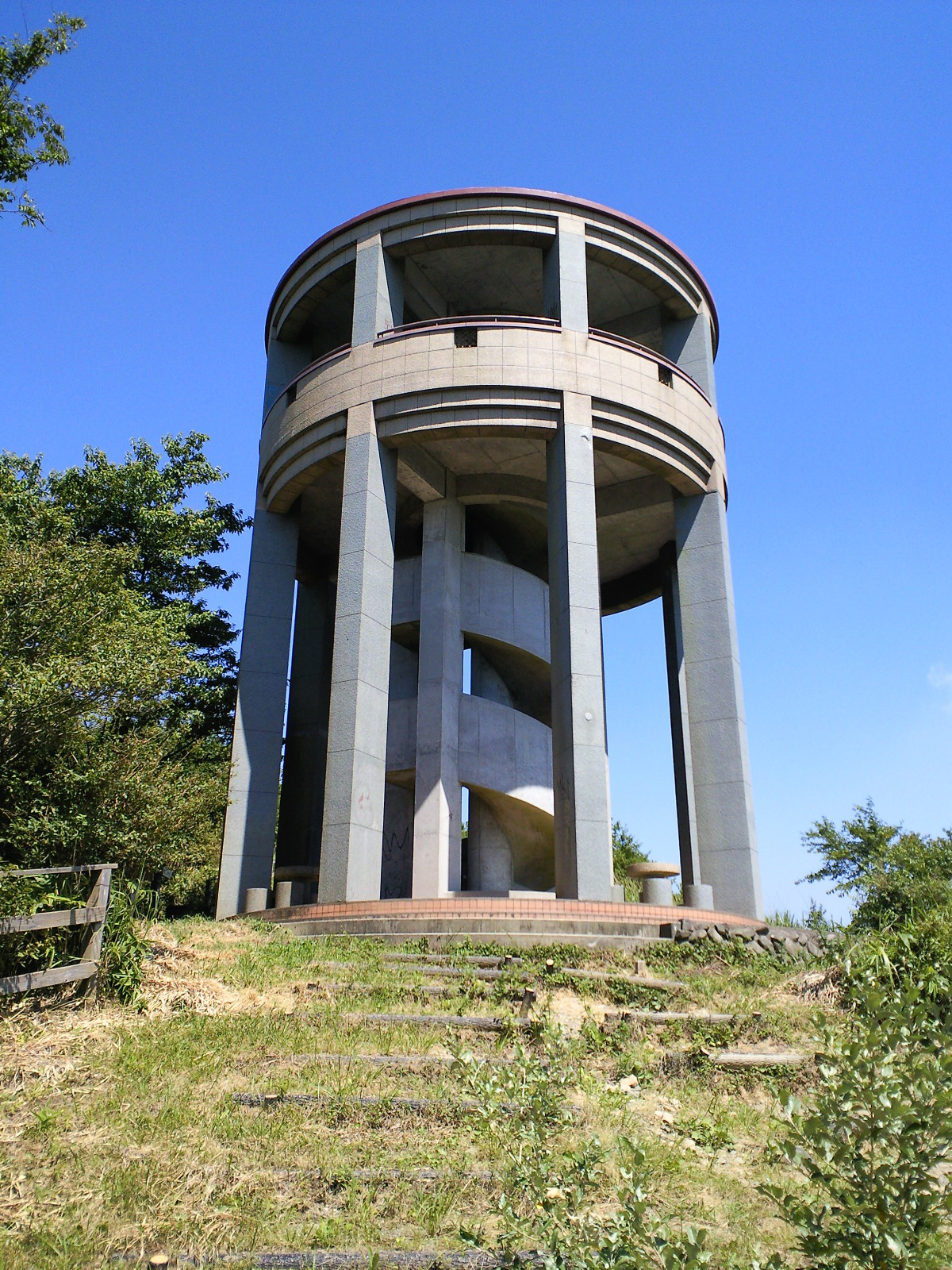
和泉葛城山 展望台
貝塚市蕎原/岸和田市塔原町
和歌山県紀の川市切畑
和泉葛城山の山頂にあるこの展望台から関西国際空港など大阪府南部が一望できる。

- 水間寺 - 新西国三十三箇所観音霊場第4番
- 孝恩寺 - 和泉西国三十三箇所第25番、観音堂が国宝
- 願泉寺 - 本堂、太鼓堂、表門等が国の重要文化財
- 紀州街道 水間街道 小栗街道 粉河街道
- 熊野街道（熊野古道） - 九十九王子の旧蹟
- 千石堀城
- 積善寺城
- 奥水間温泉
- 二色の浜海水浴場
- 和泉葛城山（山頂付近は、和歌山県紀の川市に属する。）
- 明治なるほどファクトリー関西
- 自然・環境体験学習施設関空交流館

### 祭事
- 貝塚太鼓台祭
  - 毎年海の日の前々日と前日（7月第3土曜日・日曜日）に行われる。貝塚寺内を氏地とする感田神社（貝塚宮）の夏祭り。7台の太鼓台（ふとん太鼓）が練り歩く。
- 貝塚だんじり祭
  - 毎年体育の日の前々日と前日（10月第2土曜日・日曜日）に行われる。市内22台全て岸和田型の下だんじりである。

## 貝塚市出身の著名人

### 政治家
- 今井豊（大阪府議会議員、貝塚市議会議員）
- 中川智子（元兵庫県宝塚市長、元衆議院議員）

### 経済人
- 池田芳正（実業家、ゲームクリエイター）
- 宇野藤吉（雑貨商、貝塚紡織相談役、泉醤油取締役）
- 宇野茂兵衛（宇野製粉所代表社員）
- 種子島源兵衞（泉醤油社長） - 種子島家は貝塚町土着の商家で、代々「近江屋」と称し、酒・醤油の醸造で知られた[37]。
- 種子島源三（泉醤油社長、日本絹靴下代表取締役）[37]
- 廣海惣太郎（肥料商、阪南銀行頭取、岸和田煉瓦綿業社長） - 廣海家は貝塚町において「貝塚三家衆」と呼ばれる豪家であり、代々回漕業並びに肥料商を営んだ[38]。
- 廣海昌蔵（肥料商、日本絹靴下、東洋研磨各取締役）[38]

### 学術
- 奥本大三郎（フランス文学者・昆虫学者）
- 河崎善一郎（雷・自然科学者）
- 徳野貞雄（農村社会学・社会科学者）

### 芸能人・文化人
- 池田夢見（シンガーソングライター）
- いちご姫（アイドル・歌手）
- 神野美伽（演歌歌手・貝塚市観光大使）
- 久川綾（声優）[39]
- 中川貴志（お笑い芸人、ランディーズ）
- IKECHAN（シンガーソングライター）
- セシリア（ローカルタレント）
- 安枝瞳（女性モデル）
- 桂まめだ（落語家）
- 笑福亭たま（落語家）
- 笑福亭松枝（落語家）
- 北野更 (声優)
- 旭堂南華 (講談師)

### スポーツ選手
- 岩尾エマはるか（円周率計算の世界記録保持者）
- 五十嵐英樹（元横浜ベイスターズ投手）
- 小園健太 (横浜DeNAベイスターズ投手)
- 湯舟敏郎（元阪神タイガース投手、元阪神タイガース二軍投手コーチ）
- 川端慎吾（東京ヤクルトスワローズ）
- 川端友紀（エイジェック女子硬式野球部、選手兼コーチ）
- 上野響平 (オリックス・バファローズ選手)
- 泉州山久義（元十両力士）
- 小峠篤司 (プロレスラー)

### その他
- 岩橋善兵衛（望遠鏡製作者）
- 大野聡美（朝日放送テレビ報道記者、元アナウンサー）
- 中野伸二（テレビプロデューサー、MBSコンテンツ戦略局長）

## ゆかりの人物
- 行基（願泉寺を建立）
- 顕如（一時、願泉寺を本拠地とする）
- 本部朝基（空手家。戦前の一時期に当時の貝塚町に居住）
- 川崎備寛（大正・昭和初期のプロ雀士）

## 不祥事
- 貝塚市が発注した市立第二中学校体育館の耐震補強工事に絡み、指名競争入札で建設業者間の談合が行われていたことが発覚し、2012年2月18日に大阪府警が、同市内の建設会社社長を競売入札妨害の容疑で逮捕した[40]。

## 関連文献
- 『貝塚町史:要綱』貝塚町、1941年。NDLJP:1042181。
- 人事興信所編『人事興信録 第12版 下』人事興信所、1940年。
- 人事興信所編『人事興信録 第13版 下』人事興信所、1941年。